# Gerhard Littmann
Gerhard Littmann (* 24. Juni 1910 in Marburg; † 24. September 1973 in Frankfurt am Main) war ein deutscher Verwaltungsjurist und von 1952 bis 1970 Polizeipräsident von Frankfurt am Main.

## Leben
Littmann studierte an der Philipps-Universität Marburg Rechtswissenschaft. Am 7. Dezember 1929 wurde er im Corps Hasso-Nassovia recipiert. Als Inaktiver wechselte er an die Johann Wolfgang Goethe-Universität Frankfurt am Main. 1938 wurde er dort zum Dr. iur. promoviert. 1940 bestand er das englische Dolmetscherexamen. Im selben Jahr wurde er als Dolmetscher zur Wehrmacht eingezogen. 
Nach dem Kriege war er seit 1945 ab als Anwaltsassessor, später als Rechtsanwalt in Marburg tätig. Am 1. März 1949 erfolgte sodann seine Berufung als Referent in das Hessische Ministerium des Innern, in dem er zuletzt als Regierungsdirektor arbeitete. Seit 1951 im Polizeipräsidium Frankfurt am Main Nachfolger von Willy Klapproth, wurde er am 28. April 1952 einstimmig zum Polizeipräsidenten der Stadt Frankfurt gewählt. Während der Ausschreitungen um eine Wahlkampfveranstaltung der NPD am 25. Juli 1969 mit mindestens fünf Schwerverletzten, bei der die NPD-Schutzabteilung linke Gegendemonstranten verprügelte, griff Littmann mit der Begründung, dass er nichts gesehen habe, nicht ein.
Zur Zeit der 68er-Bewegung missfiel der SPD Hessen sein Umgang mit den Demonstranten des Sozialistischen Deutschen Studentenbundes und der Außerparlamentarischen Opposition. Die Auseinandersetzungen um das Imperative Mandat fanden bundesweite Aufmerksamkeit. Der Unterbezirksparteitag im Februar 1970 forderte seinen Rücktritt. In der ersten Magistratssitzung unter Oberbürgermeister Walter Möller am 13. Juli 1970 wurde beschlossen, Littmann in den einstweiligen Ruhestand zu versetzen. Am 5. November 1970 trat er aus der SPD aus. Er war dann im Versicherungswesen in Köln und ab 1972 bei einer Frankfurter Spedition tätig.
Er ist der Großvater von Navi Rawat.